# واینوم کوگ (آریزونا)
واینوم کوگ (به انگلیسی: Vainom Kug) یک منطقهٔ مسکونی در ایالات متحده آمریکا است که در شهرستان پیما، آریزونا واقع شده‌است. واینوم کوگ ۶۲۹ متر بالاتر از سطح دریا واقع شده‌است.
نام این منطقه در نتیجه تصمیم هیئت بررسی نام‌های جغرافیایی در سال ۱۹۴۱ رسمی شد. ارتفاع تخمینی واینوم کوگ ۲۰۶۴ فوت (۶۲۹ متر) از سطح دریا می‌باشد.